# Vinzenz Gilch
Vinzenz Gilch (* 27. September 1884; † im 20. Jahrhundert) war ein deutscher Verwaltungsjurist und Bezirksoberamtmann.

## Leben
Vinzenz Gilch legte 1910 das Große juristische Staatsexamen ab und ging in die öffentliche Verwaltung. Er musste Kriegsdienst beim 9. Bayerischen Infanterie-Regiment  leisten, wo er Leutnant war. Zum  1. November 1930 wurde er Bezirksamtsvorstand im Rang eines Bezirksoberamtmanns des Bezirksamtes Pirmasens. Dieses Amt hatte er bis zum 20. April 1935 inne, als er beim Reichskommissar für die Rückgliederung des Saargebiets im Rang eines Oberregierungsrats tätig wurde. Diese Behörde, wo er als zentraler Rechtsreferent eingesetzt war, wurde am 1. März 1935 in Saarbrücken errichtet und stand bis 1944 unter der Leitung des NSDAP-Gauleiters Josef Bürckel.
1940 wurde Gilch Direktor des Bezirksverwaltungsgerichts für das Saarland und war zugleich Vorsitzender des bisherigen verwaltungsgerichtlichen Senats in Speyer. Über seinen weiteren Lebensweg gibt die Quellenlage keine Aufschlüsse.